# Novés (Huesca)
Novés (Nobés en aragonés) es una localidad española del municipio de Jaca, perteneciente a la provincia de Huesca, en la comunidad autónoma de Aragón. Está ubicada en la comarca de la Jacetania.

## Historia
Hacia mediados del siglo XIX, el lugar, por entonces con ayuntamiento propio, tenía contabilizada una población de 56 habitantes. Aparece descrita en el decimosegundo volumen del Diccionario geográfico-estadístico-histórico de España y sus posesiones de Ultramar de Pascual Madoz de la siguiente manera:

NOVES: l. con ayunt. en la prov. de Huesca (20 horas), part. jud. y dióc. de Jaca (4), aud. terr. y c. g. de Zaragoza (32): está sit. en un llano á la márg. der. del r. Lubierre ó Rapal, combatido por los vientos del N., E. y O.; en clima propenso á tercianas y cólicos. Consta de 9 casas inclusa la municipal y cárcel, 1 fuente é igl. dedicada á San Pedro apóstol, anejo de la parr. de Canías: el térm. confina por el N. con el de Araguas del Solano; E. el de Canías; E. el de Ascara, y O. el mismo de Araguas del Solano; le baña el r. de Rapal con direccion de N. á S. proporcionando algun riego: el terreno es de buena calidad participando de llano y monte: los caminos son locales y de herradura: la correspondencia se recibe de Jaca: prod.: trigo, cebada, ordio, maiz, hortalizas, patatas y lana; cria ganado lanar, cabrío y vacuno; caza de perdices, codornices y liebres, y animales dañinos, tales como lobos y zorras: ind.: un telar de estameñas: pobl.: 9 vec., 56 alm.: riqueza imp.: 12,555 reales.: contr.: 1,596 rs.
(Madoz, 1849, p. 186)

La localidad fue visitada por el príncipe Felipe de Asturias, en su época de estudiante en la Academia Militar de Zaragoza.

## Economía
El sector económico principalmente se basa en ganadería (sector bovino) y agricultura. 

## Patrimonio
Posee una iglesia parroquial con varios siglos de antigüedad. También cuenta con un club social, recientemente remodelado gracias al Plan E.